# Октябрьский административный округ (Омск)
Октя́брьский администрати́вный оќруг — внутригородская территория (административно-территориальная единица) города Омска. Расположен в восточной части города. В состав округа входят также отдалённые поселения посёлок Волжский, микрорайоны Крутая Горка и Осташково. Округ считается промышленным районом города. На февраль 2016 года уровень загрязнения воздуха в округе был низким.
Глава администрации — Дмитрий Сергеевич Котов.
Главные улицы округа — ул. Богдана Хмельницкого, ул. Лизы Чайкиной, ул. Масленникова, ул. Кирова, Космический проспект и ул. Маяковского.

## История
Округ ведет свою историю с конца XIX века, когда началось строительство железной дороги и в город устремился поток переселенцев из центральной части страны. Здесь, на юго-восточной окраине Омска, селились выходцы из других российских губерний. Они строили железную дорогу, создавали артели, развивали ремёсла. Население города неуклонно возрастало, и городские власти стали выделять для заселения территорию юго-восточной окраины. Участок, отведенный под новое строительство, имел форму прямоугольника и был разбит на 75 кварталов и 20 улиц. Новый форштадт — именно так назывался предшественник Октябрьского округа.
Новый форштадт — новый район города Омска, появившийся на карте как результат бурного развития города накануне и в годы первой мировой войны. Находился южнее казачьего кладбища. Улица Скаковая (Куйбышева) отделяла на западе его от Казачьего форштадта. Восточной границей форштадта служила ул. Акмолинская — 6-я Линия, за которой простиралась Новая загородная роща (Парк культуры и отдыха им. 30-летия ВЛКСМ). Самой южной улицей форштадта была Казачья (ул. 1905 года), хотя постройки форштадта простирались до современной ул. Ермака, за которой находились ипподром, летние офицерские бараки и дом лесника. Плотниковская (20 лет РККА) улица отделяла форштадт от казачьего кладбища. Параллельно ей шли следующие улицы: Перевозная (Масленникова), Кузнечная (Маяковского), Потанинская (Потанина), Казачья (1905 года). Их пересекали: Скаковая, Набоковская, Кокоулинская, Курганская, Атбасарская и Акмолинская улицы — современные с 1-й (Куйбышева) по 6-ю Линии.
Была открыта городская школа, начато, но не завершено, строительство новой церкви — Знаменской.

Омский ипподром на карте. 1913 год

Значимым событием тех лет стало открытие в 1888 году ипподрома. Бега и скачки там проводились еженедельно, по воскресеньям.
В начале XX века на территории Нового форштадта возникает первое крупное промышленное предприятие — фабрика «Энергия», которая специализировалась на производстве веялок и другого сельскохозяйственного инвентаря.
Именно на территории Октябрьского округа был сыгран первый футбольный матч в Омске в 1909 году. Принципиальные игры проводились на городском ипподроме. В 1920 году здесь же состоялся и первый международный матч в Омске: Сборная города сыграла вничью 1:1 с австро-мадьярской сборной, составленной из пленных иностранцев, пребывающих в городе.
15 июня 1911 года открылась I Западно-Сибирская сельскохозяйственная, лесная и торгово-промышленная выставка. На ней активно вели торговлю павильоны российских и зарубежных фирм — только в первый день работы выставку посетил 161 человек.
С 1917 по 1920 год жизнь людей, населявших Новый форштадт, несмотря на революцию и гражданскую войну, мало изменилась. Строились дома, появлялись первые водокачки, шла бойкая торговля в лавочках.
С установлением Советской власти произошли коренные изменения. Началось благоустройство района, строительство жилых домов, появились новые улицы — Линии и Рабочие.
За 20 лет на юго-восточной окраине было построено около 650 домов. От железнодорожной ветки сегодня сохранились названия улиц: 3-й Разъезд, Транспортные и Железнодорожные.
В 1930 году в состав города Омска входит город Ленинск-Омск. В дальнейшем ставший Ленинским городским округом, куда вошла и часть территории нынешнего Октябрьского округа.
В 1935 году был образован Сталинский городской округ, в который входила часть нынешнего Октябрьского округа.
В 1936 году был образован Куйбышевский городской округ, в который вошла часть будущего Октябрьского округа.
В 1938 году проведена трамвайная линия до Парка культуры и отдыха.
24 мая 1940 года состоялась открытие Центрального парка культуры и отдыха. Парк был создан на месте Новой загородной рощи, где на территории в 135 га росло 200 тыс. берез, а в центре лесного массива располагалось небольшое круглое озеро. До войны успели соорудить танцплощадку, установить качели, карусели, «гигантские шаги», оборудовать волейбольную площадку и место для игры в городки. В годы войны на главных аллеях было размещено более десятка бетонных скульптур — моряка, пограничника с собакой, девушки с веслом, девушки с мячом, девушки с диском, студента с книгой, юноши, стреляющего из лука и других. Были оформлены клумбы и цветочный партер, установлены три фонтана.
К тридцатилетию комсомола парк получил новое название — парк культуры и отдыха им. 30-летия ВЛКСМ. Это событие было отмечено открытием летнего деревянного кинотеатра «Темп», где стали демонстрироваться все популярные фильмы того времени: «Веселые ребята», «Чапаев», «Два бойца».
Деятельность парка не затихала ни зимой, ни летом. Летом здесь было футбольное поле, со временем преобразованное в стадион «Юность». По вечерам работала танцплощадка, играл духовой оркестр. В зимнее время года заливался каток, проводились соревнования, праздничные гуляния. Парк имел огромное значение в культурной жизни города из-за своей доступности для каждого омича.
В воскресенье 22 июня 1941 года многие омичи, придя в парк на отдых, узнали о начале Великой Отечественной войны.
Летом и осенью 1941 года стали прибывать первые эшелоны эвакуированных промышленных предприятий, которые в самые кратчайшие сроки разметили и пустили в эксплуатацию. В Октябрьском округе появились заводы, ставшие в будущем промышленными гигантами — производственные объединения им. П. И. Баранова и «Полет».
В начале 42-го года были пущены первые очереди всех оборонных предприятий: кордной фабрики и шинного завода; построены кислородный и сажевый заводы. В декабре начало функционировать предприятие легкой промышленности — Московская швейная фабрика «Большевичка». Так юго-восточная окраина города приобрела отчетливо выраженную специфику сугубо промышленного городского района.
На основании Указа Президиума Верховного Совета РСФСР «Об образовании Молотовского района в городе Омске» было решено образовать Молотовский городской район за счёт разукрупнения Куйбышевского и Ленинского районов (Москва 4 апреля 1942 г. № 619/31 Председатель президиума Верховного совета РСФСР А. Бадаев).
Во время войны в 1943 году рабочие машиностроительного завода (ныне ПО «Полёт»), основали клуб по хоккею с мячом «Машиностроитель» (Юность).
В 1946 году рабочие завода «им. Баранова» основали футбольный клуб Крылья Советов (Иртыш).
В 1953—1954 годах силами предприятий района, таких как шинный завод, завод № 64, кордная фабрика, осуществляется строительство головного участка трассы промышленно-ливневой канализации, водопровода, проводится асфальтирование дорог и тротуаров. В начале 60-х годов появился Чкаловский поселок, в котором теперь проживают более трети населения Октябрьского округа. Благодаря комсомольско-молодёжным стройкам были возведены Дом пионеров, Октябрьский Дворец бракосочетания и многие другие объекты.
На основании Указа Президиума Верховного Совета РСФСР от 27 июля 1957 года от № 742/8 Молотовский район города Омска переименован в Октябрьский.
15 ноября 1962 года в Октябрьском районе появился поселок Крутая Горка. Своим рождением микрорайон обязан строительству филиала завода им. Баранова.
21 мая 1997 года Октябрьский район был преобразован в административный округ.
В первом десятилетии XXI века начинается масштабная реконструкция стадиона «Красная звезда».

## Население
| 1959     | 1970     | 1979     | 1989     | 2002     | 2009     | 2010     |
| -------- | -------- | -------- | -------- | -------- | -------- | -------- |
| 100 706  | ↗138 543 | ↗155 612 | ↗171 100 | ↘164 671 | ↗165 196 | ↗172 496 |
| 2013     | 2019     | 2021     |          |          |          |          |
| ↘170 100 | ↘167 700 | ↘156 467 |          |          |          |          |

Округ имеет сравнительно небольшую площадь жилой застройки и большое количество личных гаражей. На него приходится около 9 % всех гаражных комплексов города.

## Предприятия
В округе насчитывается более 5000 организаций, наибольшее количество которых сосредоточено в частной собственности. Самые крупные из них: ФГУП ПО «Полет», ФГУП «Омское моторостроительное объединение им. П.И. Баранова», ОАО «Омское моторостроительное конструкторское бюро», ФГУП «Сибирские приборы и системы», «Центральное конструкторское бюро автоматики», ФГУП «Омский научно-исследовательский институт приборостроения», словацко-российское предприятие ЗАО «Матадор-Омскшина», ЗАО «Завод сборного железобетона № 6», ОАО «Автогенный завод», ФГУП НПП «Прогресс», ОАО «Омский завод технического углерода» и ЗАО Завод розлива минеральной воды «Омский».

## Учреждения культуры и искусства
В округе расположен Омский государственный драматический театр «Галёрка», дворцы культуры им. П. И. Баранова, Омский Дом Дружбы (бывший ДК Комсомольский), 85-й офицерский клуб, Дом детского творчества Октябрьского округа, «Шинник», «Светоч».
Дворец культуры «Рубин» был построен электромеханическим заводом «Сибирские приборы и системы» в 1981 году и до января 2006 года был лучшим дворцом культуры в городе. Однако позже деятельность в нём прекратилась. Он был продан компании «Сатурн», которая планировала снести его и построить на этом месте торгово-развлекательный комплекс. Из-за банкротства нового владельца здание осталось пустовать, и за несколько лет его обжили бомжи, наркоманы и алкоголики. Летом 2013 года началась реконструкция «Рубина», превратившая его в современное нарядное здание, стилистически обыгрывающее образ драгоценного камня. Обновлённый ДК с кинозалом, тренажёрными залами и детскими кружками открылся 7 августа 2016 года.

## Спорт
Стадионы
- «Юность»;
- «Шинник»;
- «Красная Звезда»;
- СК манеж «Красная Звезда»;

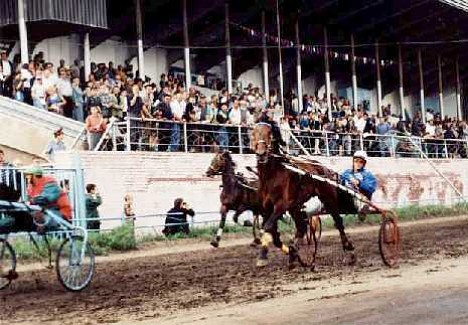
Заезд на омском ипподроме

- Легко-атлетический комплекс СИБГУФК;
- Ипподром.

Спортивные команды
- Футбольный клуб «Иртыш» (стадион или манеж Красная Звезда);
- Клуб по хоккею с мячом «Юность» (стадион Юность).

## Инфраструктура
На территории округа расположено 35 детских садов, 3 исправительных учреждения (исправительная колония № 9, исправительная колония № 12, колония-поселение № 13), 4 церкви (Храм Иконы Божьей матери Знамение, Храм во имя Святого Духа, Храм Святых Равноапостольных Константина и Елены, Больничный храм целителя Пантелеймона при МСЧ-9).

### Транспорт
В 1938 году на территории округа появился первый трамвай, проложена линия до ПКиО.
В 1957 году появился первый троллейбус, открылась линия от Управления Омской железной дороги до улицы 3-я Транспортная.
В 1962 году был открыт Октябрьский мост.
В 1963 году был открыт троллейбусный маршрут № 3 «Вокзал — Улица 3-я Транспортная».
В 1967 году введена в эксплуатацию троллейбусная линия от улицы 3-я Транспортная до посёлка Чкаловский протяжённостью 11 км. Открыт маршрут № 6 «Посёлок Чкаловский — Кинотеатр имени Маяковского» и продлён № 3 «Вокзал — Улица 3-я Транспортная» до посёлка Чкаловский.
В 1977 году открыто движение маршрута № 2 по новой однопутной трамвайной линии от улицы Учебной до улицы Богдана Хмельницкого.
В 1981 году открыт троллейбусный маршрут № 8 «Улица 3-я Транспортная — Посёлок Чкаловский».
В 1983 году троллейбусный маршрут № 5 «Посёлок Юбилейный — Площадь Ленина» продлён до ПО «Полёт».
В 1984 году введён в эксплуатацию путепровод по улице Лизы Чайкиной. Открыт маршрут № 9 «Вокзал — Улица 3-я Транспортная».
В 1988 году введена в эксплуатацию троллейбусная линия по улице Кирова до улицы Гашека. Открыты маршруты № 8 «Кинотеатр имени Маяковского — улица Гашека», № 15 «улица Гашека — посёлок Чкаловский».
В 1992 году началось строительство метрополитена. По первоначальному плану предполагалось открыть на первой линии сначала южный участок «Маршала Жукова» — «Рабочая» на правом берегу Иртыша для связи центра города с промышленным районом и лишь потом довести линию на север до другого берега Иртыша. Были начаты работы на участке «Туполевская» — «Рабочая» (к 2003 году при слабом финансировании удалось пройти лишь тоннели на этом перегоне).
В 1995 году троллейбусный маршрут № 1 «Улица Энтузиастов — ПО „Полёт“» был продлён до Улицы Гашека, в связи с этим отменён маршрут № 8 «Кинотеатр имени Маяковского — Улица Гашека».
В 1997 году открыт троллейбусный маршрут № 9 «Посёлок Солнечный — Улица Гашека» (отменён в 2008 году).
В 2001 году отменён троллейбусный маршрут № 1 «Улица Энтузиастов — Улица Гашека».
В 2006 году отменён троллейбусный маршрут № 10 «Левобережье — Посёлок Чкаловский».
В округе сосредоточена большая часть железнодорожного полотна, обслуживающая, как грузовые так и пассажирские перевозки. Имеются 7 пассажирских железнодорожных станций и остановочных пунктов, обслуживаемых электропоездами ОАО «Омск-Пригород»: Привокзальная, Локомотивная (обе на ул. Хабаровской), о. п. 2716 км, Деповская, Московка (на ул. Барабинской), о. п. 2724 км, о. п. 2726 км (в районе садового массива «Осташково»). Грузовые поезда и контейнеры обслуживают станции Московка и Омск-Восточный.
На территории округа находятся три возможные станции Омского метрополитена: «Рабочая», «Туполевская», «Парковая».
В Октябрьском округе, находится построенный ещё в период Великой Отечественной войны аэродром Омск-Северный. Одно время он даже принимал чартерные рейсы гражданской авиации. В начале 2000-х годов существовали планы его превращения в крупнейший в Сибири грузовой терминал, которые остались неосуществлёнными.

## Достопримечательности
Исторические места и здания
- Омский ипподром, 1888 год ул. Панфилова 1;
- Здание бывшей кузницы, 1911 год ул. Маяковского;
- Жилые дома, 1916—1919 годы (для служащих железной дороги), ул. Военный 16 городок;
- Храм Иконы Божьей матери «Знамение» (Знаменская церковь), 1915—1918 годы пересечение ул. Куйбышева — Плеханова;
- Жилой дом на против Знаменской церкви, 1911 год ул. 2-Линия;
- Городская больница № 2, 1946 год ул. 3-Транспортная 1 к1;
- Здание бани, начало XX века ул. 1-я Транспортная 1 к1;
- Здание станции Деповская, 1951 год ул. Барабинская;
- Центральный Парк Культуры и Отдыха им. 30 летия ВЛКСМ, 1915—1918 годы ул. Богдана Хмельницкого;

Памятники и мемориалы
- Мемориал жителям Октябрьского округа и строителей погибших в годы Великой Отечественной войны 1941—1945 годы (напротив дома «Дружбы народов»);
- Памятник гетману Украины Богдану Хмельницкому (бульвар по ул. Богдана Хмельницкого);
- Монумент ракете-носителю «Космос-3М» в честь 70-летнего юбилея омского завода «Полёт» (ул. Космический проспект напротив кинотеатра Космос);
- Памятник автомобилю Великой Отечественной войны 1941—1945 годов ГАЗ — ММ «полуторка» (на пересечении ул. Ипподромная — ул. 5-Линия);
- Памятник партизанке, Герою Советского Союза Л. Чайкиной (ул. Лизы Чайкиной в парке им. 30 лет ВЛКСМ);
- Памятник омичам-труженикам тыла (пересечение ул. Богдана Хмельницкого — ул. Лизы Чайкиной);
- Памятник самолёту Як-9 (перед проходной ПО «Полёт»);
- Мемориал на территории ПО «Полёт» труженикам тыла, работавшим в авиационной промышленности;
- Мемориальный знак, посвящённый героям-панфиловцам и Герою Советского Союза, командиру И. Панфилову (ул. Панфилова, сквер им. Ивана Панфилова);
- Мемориал Герою Советского Союза П. Осминину (ул. Петра Осминина);
- Мемориальная доска Туполеву А. Н. работавшему на заводе «Полёт»;
- Мемориальная доска в честь 40 лет победы (В 2012 году осквернён вандалами, была украдена гранитная табличка)(ул. Харьковская напротив Завода сибирские приборы и системы).

Имеется в округе водоём, называемый «забоем», изначально созданный заводом Омскшина для разведения карпов. Прежде здесь водились различные рыбы (караси, окуни, гольяны, ротаны), выдры, лягушки, пиявки, прилетали птицы, в том числе очень редкие, цвели кувшинки. В настоящее время происходит процесс высыхания озера, что негативно сказалось на флоре и фауне водоёма.